# Secuestro express
Pour plus de détails, voir Fiche technique et Distribution.
Secuestro express est un film vénézuélien réalisé par Jonathan Jakubowicz, sorti en 2005.

## Fiche technique
- Titre : Secuestro express
- Réalisation : Jonathan Jakubowicz
- Scénario : Jonathan Jakubowicz
- Musique : Angelo Milli
- Photographie : David Chalker
- Montage : Ethan Maniquis
- Production : Sandra Condito, Jonathan Jakubowicz et Salomon Jakubowicz
- Société de production : Tres Malandros
- Société de distribution : Miramax (États-Unis)
- Pays :  Venezuela
- Genre : Action, policier, drame et thriller
- Durée : 90 minutes
- Dates de sortie : 
  -  Venezuela : 12 août 2005

## Distribution
- Mía Maestro : Carla
- Rubén Blades : le père de Carla
- Carlos Julio Molina : Trece
- Pedro Perez : Budu
- Carlos Madera : Niga Sibilino
- Jean Paul Leroux : Martin

## Accueil
Le film a reçu un accueil moyen de la critique. Il obtient un score moyen de 48 % sur Metacritic.